# Nathaniel Clements (2e comte de Leitrim)
Nathaniel Clements (9 mai 1768 - 31 décembre 1854) est un homme politique et un noble irlandais.

## Biographie
Né à Dublin, il est le fils de Robert Clements (1er comte de Leitrim). Il fait ses études dans une école privée de Portarlington et d'Oriel College à Oxford, où il a obtenu son diplôme en 1788. Deux ans plus tard, il est élu à la Chambre des communes irlandaise en tant que député whig de Roscommon Borough ainsi que de Carrick, mais choisit de siéger pour le dernier. En 1798, en qualité de vicomte Clements, il est élu à la fois dans les circonscriptions de Cavan Borough et de Leitrim. Il représente cette dernière circonscription jusqu'à l'acte d'Union de 1801, puis est élu pour Leitrim à Westminster jusqu'en 1804.
Il est nommé Custos Rotulorum de Leitrim en 1795 et Custos Rotulorum de Donegal en 1804. Après avoir été haut-shérif de Leitrim en 1796, il devient colonel du régiment de Donegal jusqu'à sa dissolution en 1802. Deux ans plus tard, il succède à son père en tant que 2e comte de Leitrim, mais échoue par la suite dans ses tentatives pour être élu à la Chambre des lords en tant que pair irlandais représentant. En 1831, en plus de devenir Lord Lieutenant de Leitrim, Lord Leitrim est créé baron Clements dans la pairie du Royaume-Uni. Trois ans plus tard, il est nommé chevalier de l'ordre de Saint-Patrick et, plus tard au cours de cette année, il est devenu membre Conseil privé d'Irlande.
Lord Leitrim est décédé en 1854 à l'âge de 86 ans dans sa résidence de Killadoon, dans le comté de Kildare. Son fils aîné étant mort en 1839, son fils cadet, William Clements (3e comte de Leitrim), lui succède au comté.